# All Night Cinema
All Night Cinema è il terzo album del cantante britannico Just Jack. L'album è stato pubblicato il 31 agosto 2009 ed è stato anticipato dai singoli Embers, Doctor Doctor e The Day I Died con i relativi video musicali. The Day I Died raggiunse molto successo in poche settimane, a differenza di Doctor Doctor.

## Tracce
1. Embers – 3:26
2. 253 – 3:59
3. The Day I Died – 3:35
4. Doctor Doctor – 3:34
5. So Wrong – 3:19
6. Blood – 3:35
7. All Night Cinema – 5:06
8. Astronaut – 3:44
9. Goth in the Disco – 3:55
10. Lo and Behold – 2:51
11. Basement – 4:17